# Grammy Award for Best Pop Instrumental Performance

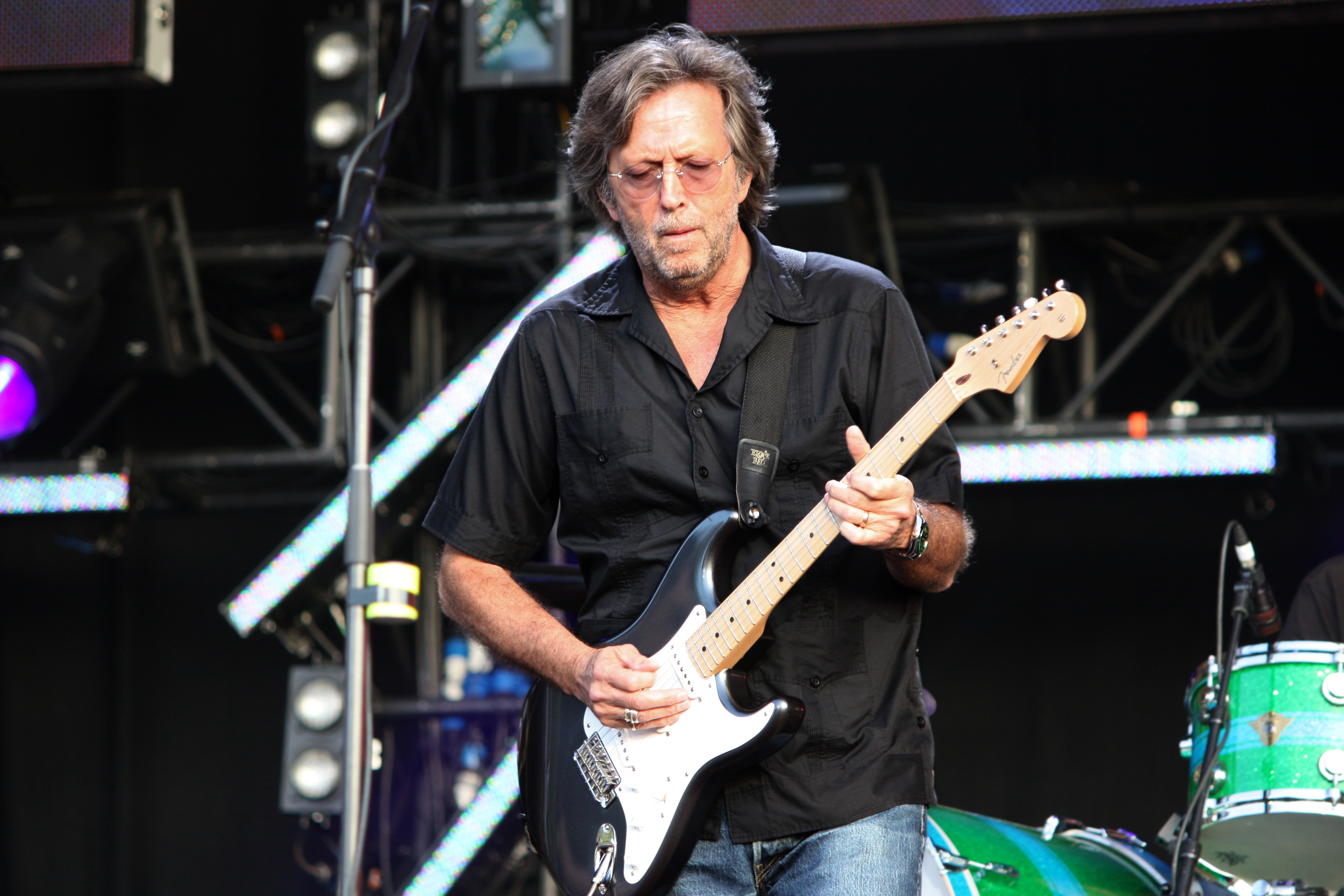
Eric Clapton erhielt den Grammy Award for Best Pop Instrumental Performance im Jahr 2002 für den Titel Reptile von seinem gleichnamigen Album

Der Grammy Award for Best Pop Instrumental Performance, auf Deutsch „Grammy-Auszeichnung für die beste Pop-Instrumentaldarbietung“, ist ein Musikpreis, der von 1969 bis 2011 von der amerikanischen Recording Academy im Bereich der Popmusik verliehen wurde.

## Geschichte und Hintergrund
Die seit 1959 verliehenen Grammy Awards werden jährlich in zahlreichen Kategorien von der Recording Academy in den Vereinigten Staaten vergeben, um künstlerische Leistung, technische Kompetenz und hervorragende Gesamtleistung ohne Rücksicht auf die Album-Verkäufe oder Chart-Position zu würdigen.
Eine dieser Kategorien war der Grammy Award for Best Pop Instrumental Performance. Der Preis wurde von 1969 bis 2011 vergeben und hatte im Laufe der Jahre einige kleinere Namensänderungen:
- 1969 hieß die Auszeichnung Grammy Award for Best Contemporary-Pop Performance, Instrumental
- Von 1970 bis 1971 nannte sich der Preis Grammy Award for Best  Contemporary Instrumental Performance
- 1972 wurde der Grammy Award for Best Pop Instrumental Performance vergeben
- 1973 wurde der Grammy Award for Best Pop Instrumental Performance by an Instrumental Performer verliehen
- Von 1974 bis 1975 hieß die Kategorie wieder Grammy Award for Best Pop Instrumental Performance
- Von 1986 bis 1989 war ihre Bezeichnung Grammy Award for Best Pop Instrumental Performance (Orchestra, Group or Soloist)
- Seit 1990 ist der Name des Preises Grammy Award for Best Pop Instrumental Performance.

Die Auszeichnung wurde ab 2011 aufgrund einer umfangreichen Überarbeitung der Grammy-Award-Kategorien eingestellt. Ab 2012 wurden alle Solo-, Duo- oder Gruppen-Instrumentaldarbietungen entweder in der neuen Kategorie Grammy Award for Best Pop Solo Performance oder der neuen Kategorie Grammy Award for Best Pop Duo/Group Performance ausgezeichnet. Mit dem Grammy Award for Best Instrumental Performance wurde von 1965 bis 1968 eine ähnliche Auszeichnung vergeben, die jedoch keine Popmusik auszeichnete.

## Gewinner und Nominierte
| Jahr | Gewinner                             | Nationalität                   | Werk                                        | Nominierte | Bild des/der Gewinner(s) |
| ---- | ------------------------------------ | ------------------------------ | ------------------------------------------- | --- | ------------------------ |
| 1969 | Mason Williams                       | Vereinigte Staaten             | Classical Gas                               | |                          |
| 1970 | Blood, Sweat & Tears                 | Vereinigte Staaten             | Variations on a Theme by Erik Satie         | |                          |
| 1971 | Henry Mancini                        | Vereinigte Staaten             | Theme from Z and Other Film Music           | |                          |
| 1972 | Quincy Jones                         | Vereinigte Staaten             | Smackwater Jack                             | |                          |
| 1973 | Billy Preston                        | Vereinigte Staaten             | Outa-Space                                  | |                          |
| 1974 | Eumir Deodato                        | Brasilien                      | Also Sprach Zarathustra (2001)              | |                          |
| 1975 | Marvin Hamlisch                      | Vereinigte Staaten             | The Entertainer                             | - Rick Wakeman — Journey to the Centre of the Earth |                          |
| 1976 | Van McCoy                            | Vereinigte Staaten             | The Hustle                                  | |                          |
| 1977 | George Benson                        | Vereinigte Staaten             | Breezin’                                    | |                          |
| 1978 | John Williams                        | Vereinigte Staaten             | Star Wars Episode IV: A New Hope Soundtrack | |                          |
| 1979 | Chuck Mangione                       | Vereinigte Staaten             | Children of Sanchez                         | |                          |
| 1980 | Herb Alpert                          | Vereinigte Staaten             | Rise                                        | - Chuck Mangione — An Evening of Magic - Zubin Mehta mit den New York Philharmonic — Manhattan - Frank Mills — Music Box Dancer - John Williams — Theme from Superman                                                                                         |                          |
| 1981 | Bob James und Earl Klugh             | Vereinigte Staaten             | One on One                                  | - Herb Alpert — Beyond - The Doobie Brothers — South Bay Strut - Henry Mancini — Ravel’s Bolero - John Williams und das London Symphony Orchestra — Yoda’s Theme                                                                                              |                          |
| 1982 | Larry Carlton und Mike Post          | Vereinigte Staaten             | Hill Street Blues Titelmelodie              | - Quincy Jones — Velas - Earl Klugh — Late Night Guitar - Lee Ritenour — Rit - Royal Philharmonic Orchestra — Hooked on Classics |                          |
| 1983 | Ernie Watts                          | Vereinigte Staaten             | Chariots of Fire Titelmelodie               | - Louis Clark und das Royal Philharmonic Orchestra — Hooked on Classics - Earl Klugh — Crazy for You - David Sanborn — As We Speak - John Williams — E.T. the Extra-Terrestrial                                                                               |                          |
| 1984 | George Benson                        | Vereinigte Staaten             | Being with You                              | - Herb Alpert — Blow Your Own Horn - Joe Jackson — Breakdown - Larry Carlton — Friends - Helen St. John — Love Theme from Flash-Dance |                          |
| 1985 | Ray Parker Jr.                       | Vereinigte Staaten             | Ghostbusters (Instrumental)                 | - Earl Klugh — Nightsongs - Steve Mitchell, Richard Perry und Howard Rice — Jump (For My Love) - Randy Newman — The Natural - Stevie Wonder — I Just Called to Say I Love You                                                                                 |                          |
| 1986 | Jan Hammer                           | Tschechien Vereinigte Staaten  | Miami Vice Theme                            | - Harold Faltermeyer — Axel F - David Foster — Love Theme from St. Elmo's Fire - Dave Grusin und Lee Ritenour — Harlequin - Spyra Gyra — Shake Down |                          |
| 1987 | Harold Faltermeyer und Steve Stevens | Deutschland Vereinigte Staaten | Top Gun Anthem                              | - Stanley Clarke — Overjoyed - David Foster — David Foster - Genesis — The Brazilian - The Tonight Show Band — Johnny’s Theme |                          |
| 1988 | Larry Carlton                        | Vereinigte Staaten             | Minute by Minute                            | - Herb Alpert — Keep Your Eye on Me - The Art of Noise — Dragnet - Chick Corea Elektric Band — Light Years - Dave Grusin — It Might Be You |                          |
| 1989 | David Sanborn                        | Vereinigte Staaten             | Close-Up                                    | - Kenny G — Silhouette - MARRS — Pump Up the Volume - Mike Post — Music from L.A., Law & Otherwise - Joe Satriani — Always with Me, Always with You |                          |
| 1990 | The Neville Brothers                 | Vereinigte Staaten             | Healing Chant                               | - Kenny G — Breadline Blues - Earl Klugh — Whispers and Promises - Neal Schon — Late Night - Andreas Vollenweider — Dancing with the Lion |                          |
| 1991 | Angelo Badalamenti                   | Vereinigte Staaten             | Twin Peaks Titelmelodie                     | - Kenny G — Going Home - Phil Collins — Saturday Night and Sunday Morning - Quincy Jones — Setembro (Brazilian Wedding Song) - Stanley Jordan — What’s Goin’ On                                                                                               |                          |
| 1992 | Michael Kamen                        | Vereinigte Staaten             | Robin Hood: Prince of Thieves               | - Candy Dulfer — Saxuality - Kenny G — Theme from Dying Young - David Grusin — Havana - John Williams — The Star Wars Trilogy |                          |
| 1993 | Richard Kaufman                      | Vereinigte Staaten             | Beauty and the Beast                        | - The Chieftains und Chet Atkins — Tahitian Skies - Bruce Hornsby und Branford Marsalis — Twenty Nine-Five - Bob James und Earl Klugh — Cool - John Williams — Hook                                                                                           |                          |
| 1994 | Branford Marsalis und Bruce Hornsby  | Vereinigte Staaten             | Barcelona Mona                              | - George Benson — Got to Be There - Kenny G — Forever in Love - James Galway — Beauty and the Beast - Anthony Inglis und das London Symphony Orchestra — The Phantom of the Opera                                                                             |                          |
| 1995 | Booker T. & the M.G.’s               | Vereinigte Staaten             | Cruisin’                                    | - Kenny G — Sentimental - Branford Marsalis und Bruce Hornsby — The Star Spangled Banner - Mike Post — Theme from 'NYPD Blue - Alan Silvestri — I’m Forrest…Forrest Gump (The Feather Theme)                                                                  |                          |
| 1996 | Los Lobos                            | Vereinigte Staaten             | Mariachi Suite                              | - The Allman Brothers Band — In Memory of Elizabeth Reed - Bruce Hornsby — Song B - Kenny G — Have Yourself a Merry Little Christmas - Dave Grusin — Yesterday                                                                                                |                          |
| 1997 | Béla Fleck and the Flecktones        | Vereinigte Staaten             | The Sinister Minister                       | - Adam Clayton und Larry Mullen — Theme from Mission: Impossible - Lalo Schifrin mit dem London Philharmonic Orchestra — Theme from Mission: Impossible - The Smashing Pumpkins — Mellon Collie and the Infinite Sadness - Stevie Wonder — Kiss Long Good Bye |                          |
| 1998 | Sarah McLachlan                      | Kanada                         | Last Dance                                  | - George Benson — Song for My Brother - The Chieftains — An Gaoth Arenas - Kenny G — Havana - Grover Washington, Jr. — Soulful Strut |                          |
| 1999 | The Brian Setzer Orchestra           | Vereinigte Staaten             | Sleepwalk                                   | - The Dust Brothers — The X-Files - Béla Fleck and the Flecktones — Big County - Kenny G — My Heart Will Go On - Pat Metheny Group — Follow Me |                          |
| 2000 | Santana                              | Vereinigte Staaten             | El Farol                                    | - Herb Alpert — The Look of Love - Jeff Beck — A Day in the Life - Bruce Hornsby — Song C - Willie Nelson — Night and Day |                          |
| 2001 | The Brian Setzer Orchestra           | Vereinigte Staaten             | Caravan                                     | - Björk — Overture (Selmasongs) - The Corrs — Rebel Heart - Béla Fleck and the Flecktones — Zona Mona - Grover Washington, Jr. — Camaleao |                          |
| 2002 | Eric Clapton                         | Vereinigtes Königreich         | Reptile                                     | - Larry Carlton und Steve Lukather — Room 335 - Daft Punk — Short Circuit - Eric Johnson — Rain - Kirk Whalum — You’ll Be There |                          |
| 2003 | B. B. King                           | Vereinigte Staaten             | Auld Lang Syne                              | - Dave Koz und Jeff Koz — Blackbird - Pat Metheny Group — As It Is - Moby — 18 - Kirk Whalum — Playing with Fire |                          |
| 2004 | George Harrison                      | Vereinigtes Königreich         | Marwa Blues                                 | - Ry Cooder und Manuel Galbán — Patricia - Dave Koz — Honey-Dipped - Randy Newman — Seabiscuit - The Brian Setzer Orchestra — The Nutcracker Suite |                          |
| 2005 | Ben Harper                           | Vereinigte Staaten             | 11th Commandment                            | - Herb Alpert, Russ Freeman, James Genus, Gene Lake und Jason Miles — Chasing Shadows - George Benson — Take You Out - Bruce Hornsby — Song F - Brian Setzer — Rat Pack Boogie                                                                                |                          |
| 2006 | Les Paul                             | Vereinigte Staaten             | Caravan                                     | - Burt Bacharach und Chris Botti — In Our Time - George Duke — T-Jam - Herbie Hancock und Trey Anastasio — Gelo na Montanha - Daniel Lanois — Avage |                          |
| 2007 | George Benson und Al Jarreau         | Vereinigte Staaten             | Mornin’                                     | - Enya — Drifting - Béla Fleck and the Flecktones — Subterfuge - Bruce Hornsby — Song H - The Brian Setzer Orchestra — My Favorite Things |                          |
| 2008 | Joni Mitchell                        | Kanada                         | One Week Last Summer                        | - Beastie Boys — Off the Grid - Ben Harper & The Innocent Criminals — Paris Sunshine #7 - Dave Koz — Over the Rainbow - Spyro Gyra — Simple Pleasures |                          |
| 2009 | Eagles                               | Vereinigte Staaten             | I Dreamed There Was No War                  | - Steve Cropper und Felix Cavaliere — Love Appetite - Fourplay — Fortune Teller - Stanley Jordan — Steppin’ Out - Marcus Miller — Blast! |                          |
| 2010 | Béla Fleck                           | Vereinigte Staaten             | Throw Down Your Heart                       | - Herb Alpert — Bésame Mucho - Imogen Heap — The Fire - Maxwell — Phoenix Rise - Marcus Miller — Funk Joint |                          |
| 2011 | Jeff Beck                            | Vereinigtes Königreich         | Nessun dorma                                | - Laurie Anderson — Flow - Stanley Clarke — No Mystery - Gorillaz — Orchestral Intro - The Brian Setzer Orchestra — Sleepwalk |                          |